# Vanyek Béla
| Vanyek Béla                               | Vanyek Béla                                                                          |
| Kattints az alábbi külső linkek egyikére! | Kattints az alábbi külső linkek egyikére!                                            |
| ----------------------------------------- | ------------------------------------------------------------------------------------ |
| Nem található szabad kép.(?)              |                                                                                      |
| külső link · jogvédett                    | Vanyek Béla. In.: Sipos Béla: Az Óbudai Árpád Gimnázium 120 éve (1902-2022) 407-408. |

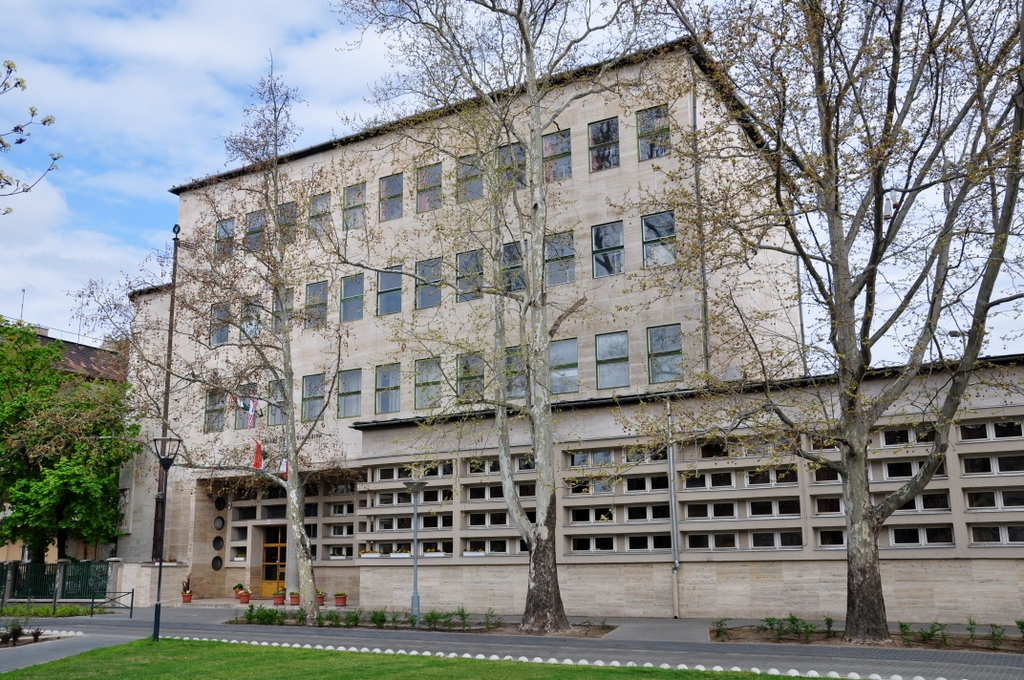
1952–1968 között az Óbudai Árpád Gimnáziumban tanított

Vanyek Béla (Budapest, 1923 – Budapest, 2002) angol, német, kémia szakos középiskolai tanár, kandidátus, egyetemi docens.

## Szakmai életútja
1941/1942-ben az ELTE BTK angol–német szakos (I. évfolyam) hallgatója volt. 1945/1946-ban doktori fokozatot szerzett. Tanári pályafutását 1948-ban az Újpesti Könyves Kálmán Gimnáziumban kezdte magyar, német, angol szakon. Kémiai tudományos kutató, szakkönyvíró volt. Az Óbudai Árpád Gimnáziumban Boga Bálint visszaemlékezése szerint 1952 körül kezdett tanítani, 1957-ben, 1958-ban, 1959-ben, 1960-ban, 1961-ben angol–német (1960-tól) és kémia szakos rendes tanár volt, a politechnikai oktatás keretében a fotószakkör vezetőjeként dolgozott. 1961-ben a Tudományos Ismeretterjesztő Társaság tagja volt, az angol és német nyelv előadójaként dolgozott.
A Nagybudapesti Pártbizottság megbízásából részt vett az Eötvös Loránd Tudományegyetem Természettudományi Karának tananyag-módosítási munkájában. Nem volt tagja a Magyar Szocialista Munkáspártnak. A Pedagógiai Tudományos Intézet munkatársaként a kémiai tananyag korszerűsítésével kapcsolatban kísérleti munkát végzett. 1968-ban távozott az Árpád Gimnáziumból. 1969-től a Fővárosi Pedagógiai Intézetben mint fővárosi vezető-szakfelügyelő irányította a kémia továbbképzést.
Kandidátusi értekezését„A kémiai tanulókísérletek korszerűsítése” címen 1978-ban védte meg. A Kémia Tanítása szaklapban rendszeresen jelentek meg publikációi 1963–1982 között.
1989-ben a Független Kisgazda-, Földmunkás- és Polgári Pártban kezdett politizálni, a Kisgazdapárt újpesti szervezetének elnökének választották meg. 1993-ban nyugdíjba vonult.

## Legfontosabb publikációi
- Fényképész szakpróba. KISZ Próbakönyvek. 1960
- Tanuló kísérletek: I. sz. ált. isk. 7. oszt.; II. sz. ált. isk. 8. oszt.; III. sz. szakközépiskola I. o.; IV. sz. gimnáziumi I. oszt.; V. sz. gimnáziumi II. oszt.; VI. sz. gimnáziumi III. oszt. — Módszertani útmutató a kémiai tanulókísérletekhez. 1971
- A kémiai tanulókísérletezés elméleti és gyakorlati kérdései. Budapest, Fővárosi Pedagógiai Intézet. 1973
- Kémiai tantárgytesztek Budapest. Fővárosi Pedagógiai Intézet. 1974.
- Standardizált kémiai tantárgytesztek. (társszerző Zilay Ferencné) Budapest, Pedagógiai intézet, 1976
- Kémiai tantárgytesztek. (társszerző Zilay Ferencné) Tankönyvkiadó, 1977
- Kémiai tantárgytesztek - A szakközépiskolai közismereti kémia tananyagához. (társszerző Zilay Ferencné. (a 12 137 rsz. tankönyvhöz) Tankönyvkiadó.
- Standardizált tantárgytesztek szervetlen kémiából' összes példány. Budapest Fővárosi Pedagógiai Intézet. 1980

## Tanítványai emlékezéseiből
- Gyimesi László: Beszélgetés Boga Bálinttal gimnáziumi emlékeiről[5] (1. rész) Dr. Boga Bálint orvos, oktató, helytörténész, költő, író, 1952–1956 között az Óbudai Árpád Gimnázium tanulója. Gy. L. Minek tulajdonítja, hogy a Rákosi-korszakban ilyen szellemben taníthattak az Óbudai Árpád Gimnáziumban? Valóban igaz, hogy minden tanárunktól kaptunk valami olyan maradandó tárgybeli, de ami még fontosabb: olyan erkölcsi, humán értékű ismeretet meg viselkedésmintát, ami – most már mondhatom – életünk végéig elkísér bennünket. Többségük az 1930-as években végezte iskoláit, az akkori kulturális eszmék pozitívumait hordozta magatartásában. A most sokat emlegetett Klebelsberg Kuno által képviselt és engedett, a nemzeti és nyugati polgári gondolatvilág valamilyen ötvöződése jellemezte ezt (persze a végletes negatív eszmék is akkor szöktek szárba). Visszagondolva erre, elképesztő, szinte hihetetlen, hogy ebből kaptunk sokat a tanórákon a Rákosi-diktatúra éveiben.” Vanyek Béla kémiatanár. Őneki is az angol nyelv volt a fő profilja, de hasonlóan Hardyhoz, ő is választott másik tárgyat. Abszolút magabiztos volt ezen a területen. Felelés mellett átfogó dolgozatokat íratott, amelyek írása közben kopószemmel járta a padsorokat, figyelte, nehogy puskázzon valaki, és jaj volt annak, akit elcsípett.